# Реестродержатель
Реестродержа́тель (также регистра́тор) — профессиональный участник рынка ценных бумаг, осуществляющий деятельность по ведению реестра владельцев именных ценных бумаг на основании договора с эмитентом. Деятельность регистратора по ведению реестра является исключительной и осуществляется при наличии лицензии, которую выдаёт Центральный банк Российской Федерации (до упразднения 1 сентября 2013 года — Служба Банка России по финансовым рынкам). До октября 2014 года ведение реестра владельцев именных ценных бумаг могло осуществляться эмитентом самостоятельно, если число акционеров не превышало 50, то есть для ООО и ЗАО. С 1 октября 2014 года установлен запрет на самостоятельное ведение реестра акционеров любыми эмитентами.
Регистратор осуществляет сбор, хранение и передачу документов и информации о лицевых счетах зарегистрированных лиц. От имени регистратора и по договору с ним функции по приёму и передаче информации и документов, необходимых для исполнения операций в реестре, от зарегистрированных лиц регистратору и обратно может осуществлять уполномоченное регистратором юридическое лицо — трансфер-агент.

## Источник
- «Положение о ведении реестра владельцев именных ценных бумаг» (утверждено Положением ФКЦБ РФ от 02.10.1997 № 27)

## Статьи по теме
- В скором времени придется передать реестр акционеров на сторону. Как выбрать контрагента?

## Примечание
1. ↑  Указ Президента РФ № 645 от 25.07.13. Администрация Президента РФ (25.07.13). — «Об упразднении Федеральной службы по финансовым рынкам, изменении и признании утратившими силу некоторых актов Президента Российской Федерации». Дата обращения: 25 июля 2013. Архивировано 26 июля 2013 года.
2. ↑  Федеральный закон «Об акционерных обществах», ст. 44
3. ↑  Федеральный закон от 2 июля 2013 года № 142-ФЗ